# 威爾遜·格雷特巴奇
威爾遜·格雷特巴奇（英語：Wilson Greatbatch，1919年9月6日—2011年9月27日）是一位美國籍的工程師及前衛發明家。他擁有超過150項專利，並且是國家發明家名人堂的入選者，另外，他還獲得了勒梅森—MIT獎和國家技術與創新獎章（1990年）。

## 早期生活
格雷特巴奇出生於紐約市水牛城，並在西塞尼卡就讀公立小學，後入讀西塞尼卡高中（West Seneca High School）。他進入軍隊服役並在第二次世界大戰期間服役，在1945年榮譽退役之前成為首席飛機通信員。他依《美國軍人權利法案》入讀康奈爾大學，1950年獲得電機工程學學士學位畢業。1957年，他在水牛城大學（今紐約州立大學水牛城分校）獲得碩士學位。

## 查德—格雷特巴奇起搏器
查德—格雷特巴奇起搏器（Chardack-Greatbatch pacemaker）使用馬洛里氧化汞—鋅電池（水銀電池）作為能量來源，以驅動兩個晶體管、變壓器耦合阻塞振盪阻塞振盪電路，它們封裝在環氧樹脂內，然後耦合到放置在患者心臟心肌上的電極。這項專利創新促使明尼阿波利斯的美敦力公司開始製造，並進一步開發心律調節器。

## 慈善事業
格雷特巴奇向紐約霍頓學院捐贈資金，以開辦音樂研究生課程。霍頓學院使用其捐款建造了「霍頓學院藝術中心（The Houghton College Center for the Arts，CFA）」：裡面的設施包括音樂廳、藝術畫廊、多層聚會空間以及各種合唱和樂器練習室。隨後它獲命名為格雷特巴奇音樂學院（Greatbatch School of Music）。霍頓學院協助格雷特巴奇進行他的研究，當他無法獲得支援時為其提供實驗室及研究助理。
2009年，威爾遜和埃莉諾·格雷特巴奇（Eleanor Greatbatch）捐贈了大約1000萬美元以建造一個與達爾文·D·馬丁綜合大樓分開的、現代化的玻璃接待和解說亭，稱為埃莉諾和威爾遜·格雷特巴奇亭（Eleanor and Wilson Greatbatch Pavilion）。它由哈佛大學設計研究生院建築系主任森俊子設計。

## 逝世
2011年9月27日，威爾遜·格雷特巴奇去世，終年92歲。格雷特巴奇成為了克拉倫斯長老宗教堂（Clarence Presbyterian Church）的長老，他曾經在克拉倫斯長老宗教堂的唱詩班並擔任學主日學的導師。

### 內文引註
1. ↑  . BBC News. 2011-09-27  [2011-09-28]. （原始内容存档于2011-09-28）.
2. ↑  . ethw.org.   [2017-12-30]. （原始内容存档于2017-12-31） （英语）.
3. 1 2 3  . Inventor profile. National Inventors Hall of Fame（英语：National Inventors Hall of Fame）.   [2011-09-28]. （原始内容存档于2011-10-15）.
4. ↑  .   [2018-08-21]. （原始内容存档于2016-12-25）.
5. ↑  .   [2018-08-21]. （原始内容存档于2018-01-31）.
6. ↑  . Windsor Star. 2015-07-02  [2015-10-09]. （原始内容存档于2016-03-04）.
7. ↑  Feder, Barnaby. . The New York Times. 2011-09-28  [2018-08-21]. （原始内容存档于2018-06-27）.
8. ↑  Richmond, Caroline. . The Guardian (London). 2011-09-29  [2018-08-21]. （原始内容存档于2016-04-19）.
9. ↑  Jim Stommen. .   [2018-08-21]. （原始内容存档于2016-03-05）.